# Cârligele
Cârligele – wieś w Rumunii, w okręgu Vrancea, w gminie Cârligele. W 2011 roku liczyła 1269
mieszkańców.